# 移剌慥
移剌慥（12世纪？—1185年），本名移敌列，金朝契丹族大臣，移剌（耶律）姓，虞吕部人。
移剌慥通晓契丹文、汉文，担任尚书省令史，擢升为右司都事，完颜亮正隆六年（1161年），兼领契丹、汉字两司都事。金世宗大定二年（1162年），为真定少尹，入朝为侍御史。升任右司员外郎、陈州防御使。因为廉干忠正，被左丞相纥石烈良弼举荐，召为太府监，改任刑部侍郎。大定十九年（1179年），奉诏将按出虎等八猛安，从河南迁到大名、东平境内。还朝后担任大理卿。奉诏主持更定制条，参决皇统旧制及海陵续制，通类校订，删繁补缺，共一千一百九十条，为十二卷，名为《大定重修制条》，颁行。摄御史大夫，改任御史中丞，兼同修国史，后历任刑部尚书、吏部尚书，改任大兴尹、西京留守、临洮尹。